# Collegio plurinominale Lombardia 2 - 01 (2020)
Il collegio elettorale plurinominale Lombardia 2 - 01 è un collegio elettorale plurinominale della Repubblica italiana per l'elezione della Camera dei deputati.

## Territorio
Come previsto dalla legge n. 51 del 27 maggio 2019, il collegio è stato definito tramite decreto legislativo all'interno della Circoscrizione Lombardia 2.
Il collegio comprende la zona definita dai due collegi uninominali Lombardia 2 - 01 (Varese) e Lombardia 2 - 02 (Busto Arsizio) quindi l'intero territorio della provincia di Varese.

## XIX legislatura

### Risultati elettorali
|                               | Fratelli d'Italia                                       | 132 006 | 29,80 | 1 | 237 821 | 53,68 | 2 |  |  |
|                               | Lega per Salvini Premier                                | 65 225  | 14,72 | 1 | 237 821 | 53,68 | 2 |  |  |
|                               | Forza Italia                                            | 35 243  | 7,95  | – | 237 821 | 53,68 | 2 |  |  |
|                               | Noi Moderati                                            | 5 347   | 1,21  | – | 237 821 | 53,68 | 2 |  |  |
|                               | Partito Democratico - Italia Democratica e Progressista | 71 761  | 16,20 | – | 104 374 | 23,56 | – |  |  |
|                               | +Europa                                                 | 15 733  | 3,55  | – | 104 374 | 23,56 | – |  |  |
|                               | Alleanza Verdi e Sinistra                               | 15 176  | 3,43  | – | 104 374 | 23,56 | – |  |  |
|                               | Impegno Civico – Centro Democratico                     | 1 704   | 0,38  | – | 104 374 | 23,56 | – |  |  |
|                               | Azione - Italia Viva                                    | 44 188  | 9,97  | – | 44 188  | 9,97  | – |  |  |
|                               | Movimento 5 Stelle                                      | 33 759  | 7,62  | – | 33 759  | 7,62  | – |  |  |
|                               | Italexit                                                | 9 754   | 2,20  | – | 9 754   | 2,20  | – |  |  |
|                               | Italia Sovrana e Popolare                               | 5 279   | 1,19  | – | 5 279   | 1,19  | – |  |  |
|                               | Unione Popolare                                         | 3 956   | 0,89  | – | 3 956   | 0,89  | – |  |  |
|                               | Vita                                                    | 3 238   | 0,73  | – | 3 238   | 0,73  | – |  |  |
|                               | Noi di Centro – Europeisti                              | 675     | 0,15  | – | 675     | 0,15  | – |  |  |
| Totale                        | Totale                                                  | 443 044 | 100   | 2 | 443 044 | 100   | 2 |  |  |
|                               |                                                         |         |       |   |         |       |   |  |  |
| Voti non validi               | Voti non validi                                         | 18 298  | 3,97  |   |         |       |   |  |  |
| Votanti                       | Votanti                                                 | 461 342 | 67,30 |   |         |       |   |  |  |
| Elettori                      | Elettori                                                | 685 540 |       |   |         |       |   |  |  |
|                               |                                                         |         |       |   |         |       |   |  |  |
| Data: 25 settembre 2022       |                                                         |         |       |   |         |       |   |  |  |
| Fonte: Ministero dell'interno |                                                         |         |       |   |         |       |   |  |  |

### Eletti

#### Eletti nei collegi uninominali
Eletti nella coalizione di centro-destra (FdI - Lega - FI - NM)
| Collegio uninominale | Eletto | Eletto           | Partito           |
| -------------------- | ------ | ---------------- | ----------------- |
| 1. Varese            |        | Andrea Pellicini | Fratelli d'Italia |
| 2. Busto Arsizio     |        | Stefano Candiani | Lega              |

#### Eletti nella quota proporzionale
| Fratelli d'Italia | Lega          | Movimento 5 Stelle |
| ----------------- | ------------- | ------------------ |
|                   |               |                    |
| Andrea Mascaretti | Umberto Bossi | Alessandra Todde   |

1. ↑  Per insufficienza di candidati nel collegio plurinominale Campania 1 - 02, uno dei seggi viene assegnato all'interno dei collegio plurinominale Lombardia 2 - 01
2. ↑  Dimissionaria in data 09.04.2024 (incompatibile con la carica di Presidente della Sardegna); lo stesso giorno subentra Antonio Ferrara.